# Дю Буше, Андре
Андре дю Буше (фр. André du Bouchet, 7 мая 1924, Париж — 19 апреля 2001, Кре, департамент Дром) — французский поэт.

## Биография
Мать — врач Надежда Вильтер, еврейско-русского происхождения. Дед по отцовской линии — хирург, был вице-консулом в Одессе. Отец, Виктор Всеволод Дю Буше, хорошо говорил по-русски. По вишистским законам Надежда Вильтер была лишена работы. В 1941 году семья переехала в США. Андре учился в Амхерст Колледж и Гарварде, в течение года преподавал, в конце 1940-х вернулся во Францию. Сблизился с Рене Шаром, Пьером Реверди, Франсисом Понжем, художниками Хоаном Миро, Альберто Джакометти, Дорой Маар, Пьером Таль-Коатом, Брамом ван Вельде, Женевьевой Ас, Миклошем Бокором и другими, которые иллюстрировали его книги и о творчестве которых он писал.

## Творчество
Поэтика дю Буше, в центре которой — противостояние реальности как форма борьбы за реальность (причём полем этой борьбы выступает каждая фраза с её ускользающим синтаксисом и каждая страница с её графикой разрывов и пробелов), сложилась под влиянием поисков Малларме, Рембо, Реверди, Шара, философии Хайдеггера. Дю Буше, вместе с Ивом Бонфуа, Жаком Дюпеном, Паулем Целаном и ещё несколькими друзьями, был одним из основателей литературно-художественного журнала «Эфемер» (1966—1972). Ему принадлежат книги стихов «Воздух» (1951), «Там, где солнце» (1968), «Неслиянность» (1979), «Записная книжка» (1994), «Ажур» (1998), эссе о художниках от Сегерса и Пуссена до Джакометти и Брама ван Вельде «Под дугой коромысла» (1978), переводы из Шекспира, Вильямедьяны, Гельдерлина, Джойса, Фолкнера, Целана, Осипа Мандельштама, Бориса Пастернака, Ильязда.

## Признание
Дю Буше — лауреат премии критиков (1961), Большой Национальной поэтической премии (1983), Большой поэтической премии (1990). На стихи его книги «Разрозненные страницы» (1981) создана одноимённая оратория французского композитора Петра Мосса (1987 (см.: ), к стихам дю Буше обращалась также Бетси Жолас (Sigrancia, 1995; поэт был женат на её сестре, этнологе Тине Жолас).

## Произведения
- Air (1951)
- Sans couvercle (1953)
- Au deuxième étage (1956)
- Le Moteur blanc (1956)
- Sol de la montagne (1956)
- Cette surface (1956)
- Dans la chaleur vacante (1959)
- Sur le pas (1959)
- La Lumière de la lame (1962)
- L’Avril (1963)
- L’Inhabité (1964)
- Ou le soleil (1968)
- Qui n’est pas tourné vers nous (1972)
- Laisses (1975)
- Le Révolu (1977)
- Un jour de plus augmenté d’un jour (1977)
- Là, aux lèvres (1978)
- Poèmes (1978)
- Sous le linteau en forme de joug (1978, эссе и заметки об искусстве)
- L’Incohérence (1979)
- Dans leurs voix, leurs eaux (1980)
- Rapides (1980)
- Défets (1981)
- Fraîchir (1981)
- Les Hauts-de-Buhls (1981)
- Ici en deux (1982)
- Cendre tirant sur le bleu/ Envol (1986)
- Désaccordée comme par de la neige — Tubingen, le 22 mai 1986 (1989)
- Carnets 1952—1956 (1989, записные книжки)
- De plusieurs déchirements dans les parages de la peinture (1990)
- A. Giacometti (1991)
- Axiales (1992)
- Baudelaire irrémédiable (1993)
- Orion (1993)
- Poèmes et proses (1995)
- L’ajour (1998)
- L’Emportement du muet (2000)
- Tumulte (2001)

## Сводные и посмертные издания
- Aveuglante ou banale/ Essais sur la poésie, 1949—1959. Le Bruit du temps, 2011

## На русском языке
- Зазор, а не раздел. Картина// Сегодня, 1995, № 196, 14 октября.
- Тюбинген, 22 мая 1986 года// Сегодня, 1996, № 168, 14 сентября.
- Пустая жара. М.: ОГИ, 2002 (Серия «Bilingua»)
- Ослеплённый Орион в поисках рассвета// Пространство другими словами: Французские поэты XX века об образе в искусстве. СПб: Издательство Ивана Лимбаха, 2005, с.211-217.

## О нём
- Chappuis P. André du Bouchet. Paris: Seghers, 1979.
- Richard J.-P. Onze études sur la poésie moderne Paris: Seuil, 1981, p. 286—314.
- Autour d’André du Bouchet/ Michel Collot, ed. Paris: Presses de l'École normale supérieure, 1986.
- Depreux J. A. du Bouchet ou la parole traversée. Seyssel: Champ vallon, 1988.
- Collot M. A. du Bouchet et le pouvoir du fond// Collot M. L’Horizon fabuleux. Tome II. Paris: José Corti, 1988.
- Layet C. André du Bouchet. Paris: Seghers, 2002.
- Bishop M. Altérités d’André du Bouchet. Amsterdam: Rodopi, 2003.
- Jaccottet Ph. Truinas le 21 avril 2001. Genève: La Dogana, 2004.
- Saluer André du Bouchet. Bordeaux: William Blake And Co, 2004.
- Жакоте Ф. Трюинас, 21 апреля 2001// Жакоте Ф. Прогулка под деревьями. — М.: Текст, 2007. — С. 348—363.
- Europe, 2011, № 986/987, p.3-237 (включает фрагменты переписки с П. Целаном)